# Deutsche Fechtmeisterschaften 1941
In den Deutschen Fechtmeisterschaften 1941 wurden Einzelwettbewerbe im Herrenflorett, Herrendegen und Herrensäbel ausgetragen. Bei den Damen gab es nur einen Wettbewerb im Florett. Mannschaftsmeisterschaften gab es in diesem Jahr keine. Die Meisterschaften wurden vom Deutschen Fechter-Bund organisiert und fanden in Bad Kreuznach statt.

## Herren

### Florett (Einzel)
| Platz | Sportler          | Verein              |
| ----- | ----------------- | ------------------- |
| 1     | Julius Eisenecker | Hermannia Frankfurt |
| 2     | Kurt Wahl         | MTV München         |
| 3     | Richard Liebscher | SG Berlin           |

### Degen (Einzel)
| Platz | Sportler         | Verein              |
| ----- | ---------------- | ------------------- |
| 1     | Erwin Kroggel    | SG Berlin           |
| 2     | Siegfried Lerdon | Hermannia Frankfurt |
| 3     | Wilhelm Jacoby   | DFC Hamburg         |

### Säbel (Einzel)
| Platz | Sportler          | Verein         |
| ----- | ----------------- | -------------- |
| 1     | Hans Esser        | DFC Düsseldorf |
| 2     | Herrmann Hainke   | SG Berlin      |
| 3     | Richard Liebscher | SG Berlin      |

## Damen

### Florett (Einzel)
| Platz | Sportler          | Verein              |
| ----- | ----------------- | ------------------- |
| 1     | Hedwig Haß        | Fechtclub Offenbach |
| 2     | Leni Höfer-Oslob  | TSV 1867 Leipzig    |
| 3     | Gisela Krausgrill | Fechtclub Offenbach |